# Узбекистан на летних Олимпийских играх 2020
Узбекистан на летних Олимпийских играх 2020 года был представлен 67 спортсменами. Спортсмены Узбекистана завоевали 71 лицензию по 17 видам спорта, что явилось рекордным показателем для страны.
В марте 2020 года Исполком МОК, продолжая политику гендерного равенства на Олимпийских играх, одобрил изменения в протокол церемоний открытия и закрытия Игр, согласно которым у национальных олимпийских комитетов появилась возможность заявить в качестве знаменосцев одного мужчину и одну женщину.
Знаменосцами на церемонии открытия Игр сборной Узбекистана сперва были объявлены олимпийская чемпионка 1992 года в составе Объединённой команды гимнастка Оксана Чусовитина и боксёр Бобо-Усмон Батуров. Но 23 июля была произведена замена и знаменосцами сборной Узбекистана стали боксёр Баходир Жалолов и тхэквондистка Нигора Турсункулова.
Призовые медалистам Олимпиады были установлены в размере: золотым медалистам — 200 000 долларов США; серебряным медалистам — 100 000 долларов США; бронзовым медалистам — 50 000 долларов США.
В связи с пандемией COVID-19 Международный олимпийский комитет принял решение перенести Игры на 2021 год.

## Медали
| Золото |                     |                                       |           |
| №      | Спортсмены          | Вид спорта (дисциплина)               | Дата      |
| 1      | Улугбек Рашитов     | Тхэквондо (до 68 кг, мужчины)         | 25 июля   |
| 2      | Акбар Джураев       | Тяжёлая атлетика (до 109 кг, мужчины) | 3 августа |
| 3      | Баходир Жалолов     | Бокс (свыше 91 кг, мужчины)           | 8 августа |
| Бронза |                     |                                       |           |
| №      | Спортсмены          | Вид спорта (дисциплина)               | Дата      |
| 1      | Давлат Бобонов      | Дзюдо (до 90 кг, мужчины)             | 28 июля   |
| 2      | Бекзод Абдурахмонов | Борьба (до 74 кг, мужчины)            | 6 августа |

| Медали по видам спорта | Медали по видам спорта | Медали по видам спорта | Медали по видам спорта | Медали по видам спорта |
| ---------------------- | ---------------------- | ---------------------- | ---------------------- | ---------------------- |
| Вид спорта             | 1                      | 2                      | 3                      | Итого                  |
| Тхэквондо              | 1                      | 0                      | 0                      | 1                      |
| Тяжелая атлетика       | 1                      | 0                      | 0                      | 1                      |
| Бокс                   | 1                      | 0                      | 0                      | 1                      |
| Дзюдо                  | 0                      | 0                      | 1                      | 1                      |
| Борьба                 | 0                      | 0                      | 1                      | 1                      |
| Всего                  | 3                      | 0                      | 2                      | 5                      |

| Медали по дням | Медали по дням | Медали по дням | Медали по дням | Медали по дням |
| -------------- | -------------- | -------------- | -------------- | -------------- |
| Дата           | 1              | 2              | 3              | Итого          |
| 25 июля        | 1              | 0              | 0              | 1              |
| 28 июля        | 0              | 0              | 1              | 1              |
| 3 августа      | 1              | 0              | 0              | 1              |
| 6 августа      | 0              | 0              | 1              | 1              |
| 8 августа      | 1              | 0              | 0              | 1              |
| Всего          | 3              | 0              | 2              | 5              |

| Медали по полу | Медали по полу | Медали по полу | Медали по полу | Медали по полу |
| -------------- | -------------- | -------------- | -------------- | -------------- |
| Пол            | 1              | 2              | 3              | Итого          |
| Мужчины        | 3              | 0              | 2              | 5              |
| Женщины        | 0              | 0              | 0              | 0              |
| Микст          | 0              | 0              | 0              | 0              |
| Всего          | 3              | 0              | 2              | 5              |

## Состав сборной
- Оксана Чусовитина стала первой гимнасткой в истории, которая выступила на восьми летних Олимпийских играх[6].
- Ольга Забелинская стала первой велосипедисткой из Узбекистана на Олимпийских играх.
- Для легкоатлетки Светланы Радзивил Олимпиада стала четвёртой, что является рекордом для Узбекистана.
- Сборная Узбекистана по тхэквондо впервые в своей истории приняла участие на Олимпийских играх в полном составе (2 + 2).
- Впервые двое девушек из Узбекистана были удостоены олимпийских лицензий по тяжёлой атлетике.
- Впервые в фехтовании были представлены трое спортсменов из Узбекистана
- Узбекистан впервые был представлен в современном пятиборье
- Женщины составили 45% всей делегации, что явилось рекордным показателем для страны.
- Самой возрастной спортсменке делегации Узбекистана на момент соревнований, Оксане Чусовитиной, было 46 лет (19 июня 1975 года). Самой молодой, гимнастке Екатерине Фетисовой - 18 лет (3 января 2003 года).

 Академическая гребля
1. Шахбоз Холмурзаев
2. Собир Сафаролиев

 Бокс
1. Шахобиддин Зоиров
2. Миразизбек Мирзахалилов
3. Эльнур Абдураимов
4. Бобо-Усмон Батуров
5. Фанат Кахрамонов
6. Дилшодбек Рузметов
7. Санжар Турсунов
8. Баходир Жалолов
9. Турсуной Рахимова
10. Райхона Кодирова
11. Шахноза Юнусова

 Борьба
Вольная борьба
1. Гуломжон Абдуллаев
2. Бекзод Абдурахмонов
3. Джабраил Шапиев
4. Магомед Ибрагимов

Греко-римская борьба
1. Эльмурат Тасмурадов
2. Жалгасбай Бердимуратов
3. Рустам Ассакалов
4. Муминжон Абдуллаев

 Велоспорт
1. Муроджон Халмуратов
2. Ольга Забелинская

 Гребля на байдарках и каноэ
1. Дилноза Рахматова
2. Нилуфар Зокирова

 Дзюдо
1. Шарофиддин Лутфиллаев
2. Сардор Нуриллаев
3. Хикматиллох Тураев
4. Шарофиддин Балтабаев
5. Давлат Бобонов
6. Мухаммадкарим Хуррамов
7. Бекмурад Олтибаев
8. Диёра Келдиёрова
9. Фарангиз Хожиева
10. Гулноза Матниязова

 Лёгкая атлетика
1. Руслан Курбанов
2. Сухроб Ходжаев
3. Роксана Худоярова
4. Дарья Резниченко
5. Светлана Радзивил
6. Сафина Садуллаева
7. Екатерина Воронина

 Плавание
1. Хуршиджон Турсунов
2. Наталья Критинина

 Спортивная гимнастика
1. Расулжон Абдурахимов
2. Оксана Чусовитина

 Современное пятиборье
1. Александр Савкин
2. Алисэ Фахрутдинова

 Стрельба
1. Мухтасар Тохирова

 Теннис
1. Денис Истомин

 Тхэквондо
1. Никита Рафалович
2. Улугбек Рашитов
3. Нигора Турсункулова
4. Светлана Осипова

 Тяжёлая атлетика
1. Адхамжон Эргашев
2. Акбар Жураев
3. Муаттар Набиева
4. Кумушхон Файзуллаева

 Фехтование
1. Шерзод Мамутов
2. Малика Хакимова
3. Зайнаб Дайибекова

 Художественная гимнастика
1. Нилуфар Шомурадова
2. Ксения Александрова
3. Динара Равшанбекова
4. Севара Сафоева
5. Камола Ирназарова
6. Екатерина Фетисова

## Результаты соревнований

### Академическая гребля
Мужчины
| Соревнование  | Спортсмены                         | Предварительный заезд | Предварительный заезд | Предварительный заезд | Отборочный заезд | Отборочный заезд | Отборочный заезд | Финал C | Финал C | Итоговое место |
| Соревнование  | Спортсмены                         | Заезд                 | Время                 | Место                 | Заезд            | Время            | Место            | Время   | Место   | Итоговое место |
| ------------- | ---------------------------------- | --------------------- | --------------------- | --------------------- | ---------------- | ---------------- | ---------------- | ------- | ------- | -------------- |
| двойки парные | Шахбоз Холмурзаев Собир Сафаролиев | 1                     | 6:44,98               | 4                     | 2                | 6:56,22          | 4 QC             | 6:40,25 | 4       | 16             |

### Бокс
Мужчины
| Категория   | Спортсмены              | Первый раунд          | Второй раунд          | Четвертьфинал         | Полуфинал            | Финал                | Место                |
| Категория   | Спортсмены              | Соперник Результат    | Соперник Результат    | Соперник Результат    | Соперник Результат   | Соперник Результат   | Место                |
| ----------- | ----------------------- | --------------------- | --------------------- | --------------------- | -------------------- | -------------------- | -------------------- |
| до 52 кг    | Шахобиддин Зоиров       | TURБ. Чифтчи В 5:0    | CPVП. Варела В 5:0    | PHIК. Паалам П 0:4    | завершил выступление | завершил выступление | завершил выступление |
| до 57 кг    | Миразизбек Мирзахалилов | не участвовал         | IRLК. Уокер П 1:4     | завершил выступление  | завершил выступление | завершил выступление | завершил выступление |
| до 63 кг    | Эльнур Абдураимов       | MGLБ. Чинзориг В 4:1  | TJKБ. Усмонов В 5:0   | ARMО. Бачков П 0:5    | завершил выступление | завершил выступление | завершил выступление |
| до 69 кг    | Бобо-Усмон Батуров      | не участвовал         | DOMЭ. Поланко В 4:0   | GBRП. Маккормак П 1:4 | завершил выступление | завершил выступление | завершил выступление |
| до 75 кг    | Фанат Кахрамонов        | GEOГ. Харабадзе В 5:0 | KAZА. Аманкул П 0:5   | завершил выступление  | завершил выступление | завершил выступление | завершил выступление |
| до 81 кг    | Дилшодбек Рузметов      | IRLЭ. Бреннан В 5:0   | AZEА. Домингес П 1:4  | завершил выступление  | завершил выступление | завершил выступление | завершил выступление |
| до 91 кг    | Санжар Турсунов         | ALGА. Беншабла П 1:4  | завершил выступление  | завершил выступление  | завершил выступление | завершил выступление | завершил выступление |
| свыше 91 кг | Баходир Жалолов         | не участвовал         | AZEМ. Абдуллаев В 5:0 | INDС. Кумар В 5:0     | GBRФ. Кларк В RSC-I  | USAР. Торрез В 5:0   | 1                    |

Женщины
| Категория | Спортсменки       | Первый раунд          | Второй раунд          | Четвертьфинал         | Полуфинал             | Финал                 | Место                 |
| Категория | Спортсменки       | Соперник Результат    | Соперник Результат    | Соперник Результат    | Соперник Результат    | Соперник Результат    | Место                 |
| --------- | ----------------- | --------------------- | --------------------- | --------------------- | --------------------- | --------------------- | --------------------- |
| до 51 кг  | Турсуной Рахимова | POLС. Драбик В 4:1    | TURБ. Чакыроглу П 2:3 | завершила выступление | завершила выступление | завершила выступление | завершила выступление |
| до 60 кг  | Райхона Кодирова  | не участвовала        | CODН. Юмба В 5:0      | BRAБ. Феррейра П 0:5  | завершила выступление | завершила выступление | завершила выступление |
| до 69 кг  | Шахноза Юнусова   | POLК. Кошевская П 0:5 | завершила выступление | завершила выступление | завершила выступление | завершила выступление | завершила выступление |

### Борьба
Мужчины
Вольная борьба
| Категория | Спортсмены          | 1/8 финала                      | Четвертьфинал               | Полуфинал            | Финал                 | Место                |
| Категория | Спортсмены          | Соперник Результат              | Соперник Результат          | Соперник Результат   | Соперник Результат    | Место                |
| --------- | ------------------- | ------------------------------- | --------------------------- | -------------------- | --------------------- | -------------------- |
| до 57 кг  | Гуломжон Абдуллаев  | М. Лю (CHN) В 10:2              | З. Угуев (ROC) П 6:6 (VPO1) | Утешительный         | завершил выступление  | завершил выступление |
| до 57 кг  | Гуломжон Абдуллаев  | М. Лю (CHN) В 10:2              | З. Угуев (ROC) П 6:6 (VPO1) | USAТ. Гилман П 1:11  | завершил выступление  | завершил выступление |
| до 74 кг  | Бекзод Абдурахмонов | Ф. Гомес (PUR) В 10:0           | З. Сидаков (ROC) П 6:13     | Утешительный         | 3-е место             | 3                    |
| до 74 кг  | Бекзод Абдурахмонов | Ф. Гомес (PUR) В 10:0           | З. Сидаков (ROC) П 6:13     | GBSА. Мидана В 10:0  | KAZД. Кайсанов В 13:2 | 3                    |
| до 86 кг  | Джабраил Шапиев     | Х. Яздани (IRI) П 2:11          | не участвовал               | Утешительный         | 3-е место             | 4                    |
| до 86 кг  | Джабраил Шапиев     | Х. Яздани (IRI) П 2:11          | не участвовал               | SUIС. Рейхмут В 5:2  | ROCА. Найфонов П 0:2  | 4                    |
| до 97 кг  | Магомед Ибрагимов   | С. Карадениз (TUR) П 3:3 (VPO1) | завершил выступление        | завершил выступление | завершил выступление  | завершил выступление |

Греко-римская борьба
| Категория | Спортсмены             | 1/8 финала             | Четвертьфинал         | Полуфинал            | Финал                | Место                |
| Категория | Спортсмены             | Соперник Результат     | Соперник Результат    | Соперник Результат   | Соперник Результат   | Место                |
| --------- | ---------------------- | ---------------------- | --------------------- | -------------------- | -------------------- | -------------------- |
| до 60 кг  | Эльмурат Тасмурадов    | Л. Темиров (UKR) П 0:5 | завершил выступление  | завершил выступление | завершил выступление | завершил выступление |
| до 77 кг  | Жалгасбай Бердимуратов | К. Чалян (ARM) П 0:5   | завершил выступление  | завершил выступление | завершил выступление | завершил выступление |
| до 87 кг  | Рустам Ассакалов       | Л. Гобадзе (GEO) В 6:5 | И. Хуклек (CRO) П 1:4 | завершил выступление | завершил выступление | завершил выступление |
| до 130 кг | Муминжон Абдуллаев     | А. Вититин (EST) В 8:0 | Я. Акоста (CHI) П 0:2 | завершил выступление | завершил выступление | завершил выступление |

### Велоспорт

#### Шоссейный велоспорт
Основным критерием отбора стран для участия в Олимпийских играх стал мировой рейтинг UCI, сформированный по результатам квалификационных соревнований в период с 22 октября 2018 года по 22 октября 2019 года. Также небольшая часть квот была распределена по результатам континентальных первенств и чемпионата мира 2019 года.
Сборная Узбекистана завоевала олимпийскую лицензию благодаря удачному выступлению на домашнем чемпионате Азии. В групповой гонке среди женщин чемпионкой стала трёхкратная олимпийская медалистка Ольга Забелинская, которая с 2018 года стала выступать за сборную Узбекистана. Эта квота стала первой «женской» для Узбекистана в истории выступления страны в олимпийских соревнованиях по велоспорту.
Мужчины
| Соревнование    | Спортсмены          | Время   | Место | Отставание |
| --------------- | ------------------- | ------- | ----- | ---------- |
| групповая гонка | Муроджон Халмуратов | 6:21:46 | 64    | +16:20     |

Женщины
| Соревнование    | Спортсмены        | Время   | Место | Отставание |
| --------------- | ----------------- | ------- | ----- | ---------- |
| групповая гонка | Ольга Забелинская | 3:54:31 | 9     | +1:46      |

### Водные виды спорта

#### Плавание
Согласно рейтингу Международной федерации плавания Юлдуз Кучкарова (100 метров, брасс) удостоились лицензии на Токио-2020. Однако, в связи с тем, что Кучкарова долгое время не принимала участие в учебно-тренировочных сборах команды и в настоящее время находится в США, стало известно, что она не сможет принять участие в соревнованиях. Вместо неё должна была выступать Наталья Критинина (50 метров, вольный стиль).
Это изменение подтвердила Международная федерация плавания и лицензия Токио-2020 была вручена Критининой.
Мужчины
| Дистанция                 | Спортсмены         | Предварительный раунд | Предварительный раунд | Предварительный раунд | Полуфинал            | Полуфинал            | Полуфинал            | Финал                | Финал                |
| Дистанция                 | Спортсмены         | Заплыв                | Результат             | Место                 | Заплыв               | Результат            | Место                | Результат            | Место                |
| ------------------------- | ------------------ | --------------------- | --------------------- | --------------------- | -------------------- | -------------------- | -------------------- | -------------------- | -------------------- |
| 100 метров вольным стилем | Хуршиджон Турсунов | 4                     | 50,14                 | 41                    | завершил выступление | завершил выступление | завершил выступление | завершил выступление | завершил выступление |

Женщины
| Дистанция                | Спортсмены        | Предварительный раунд | Предварительный раунд | Предварительный раунд | Полуфинал             | Полуфинал             | Полуфинал             | Финал                 | Финал                 |
| Дистанция                | Спортсмены        | Заплыв                | Результат             | Место                 | Заплыв                | Результат             | Место                 | Результат             | Место                 |
| ------------------------ | ----------------- | --------------------- | --------------------- | --------------------- | --------------------- | --------------------- | --------------------- | --------------------- | --------------------- |
| 50 метров вольным стилем | Наталья Критинина | 6                     | 26,93                 | 48                    | завершила выступление | завершила выступление | завершила выступление | завершила выступление | завершила выступление |

### Гимнастика

#### Спортивная гимнастика
Мужчины
Индивидуальные упражнения
| Соревнование        | Спортсмены           | Квалификация | Квалификация | Финал                | Финал                |
| Соревнование        | Спортсмены           | Очки         | Место        | Очки                 | Место                |
| ------------------- | -------------------- | ------------ | ------------ | -------------------- | -------------------- |
| вольные упражнения  | Расулжон Абдурахимов | 12.566       | 64           | завершил выступление | завершил выступление |
| конь                | Расулжон Абдурахимов | 12.166       | 64           | завершил выступление | завершил выступление |
| кольца              | Расулжон Абдурахимов | 12.733       | 62           | завершил выступление | завершил выступление |
| опорный прыжок      | Расулжон Абдурахимов | 13.833       | 45           | завершил выступление | завершил выступление |
| параллельные брусья | Расулжон Абдурахимов | 14.733       | 24           | завершил выступление | завершил выступление |
| перекладина         | Расулжон Абдурахимов | 13.033       | 48           | завершил выступление | завершил выступление |

Женщины
Индивидуальные упражнения
| Соревнование   | Спортсмены        | Квалификация | Квалификация | Финал                 | Финал                 |
| Соревнование   | Спортсмены        | Очки         | Место        | Очки                  | Место                 |
| -------------- | ----------------- | ------------ | ------------ | --------------------- | --------------------- |
| опорный прыжок | Оксана Чусовитина | 14.166       | 11           | завершила выступление | завершила выступление |

#### Художественная гимнастика
Положительный тест на COVID-19 у Сабины Ташкенбаевой лишил её возможности представить свою страну на Олимпийских играх в Токио. Лицензия Сабины была именной, она завоевала её успешно выступив на этапах Кубка мира в 2021 году. Так как лицензия гимнастки была именная, то она не передавалась другой спортсменке из этой же страны, а по правилам FIG её получает спортменка, которая считается первой в резервном списке (список сформирован по итогам чемпионата мира 2019). Первой в списке гимнасток, которые не имеют лицензии оказалась также представительница Узбекистана Екатерина Фетисова. Таким образом Фетисова и заменила Ташкенбаеву в Токио.
| Соревнование      | Спортсмены         | Квалификация | Квалификация | Квалификация | Квалификация | Квалификация | Квалификация | Финал                 | Финал                 | Финал                 | Финал                 | Финал                 | Финал                 |
| Соревнование      | Спортсмены         |              |              |              |              | Всего        | Место        |                       |                       |                       |                       | Всего                 | Место                 |
| ----------------- | ------------------ | ------------ | ------------ | ------------ | ------------ | ------------ | ------------ | --------------------- | --------------------- | --------------------- | --------------------- | --------------------- | --------------------- |
| личное многоборье | Екатерина Фетисова | 19.800       | 19.400       | 17.950       | 18.350       | 75.500       | 24           | завершила выступление | завершила выступление | завершила выступление | завершила выступление | завершила выступление | завершила выступление |

| Соревнование         | Спортсмены                                                                                  | Квалификация | Квалификация | Финал                 | Финал                 |
| Соревнование         | Спортсмены                                                                                  | Очки         | Место        | Очки                  | Место                 |
| -------------------- | ------------------------------------------------------------------------------------------- | ------------ | ------------ | --------------------- | --------------------- |
| групповое многоборье | Нилуфар Шомурадова Ксения Александрова Динара Равшанбекова Севара Сафоева Камола Ирназарова | 79.000       | 9            | завершили выступление | завершили выступление |

### Гребля на байдарках и каноэ

#### Гребля на гладкой воде
Женщины
| Соревнование               | Спортсмены                         | Предварительный раунд | Предварительный раунд | Предварительный раунд | Четвертьфинал | Четвертьфинал | Четвертьфинал | Полуфинал             | Полуфинал             | Полуфинал             | Финал                 | Финал                 | Итоговое место        |
| Соревнование               | Спортсмены                         | Заплыв                | Время                 | Место                 | Заплыв        | Время         | Место         | Заплыв                | Время                 | Место                 | Время                 | Место                 | Итоговое место        |
| -------------------------- | ---------------------------------- | --------------------- | --------------------- | --------------------- | ------------- | ------------- | ------------- | --------------------- | --------------------- | --------------------- | --------------------- | --------------------- | --------------------- |
| каноэ-одиночки, 200 метров | Дилноза Рахматова                  | 4                     | 47,716                | 5                     | 2             | 46,645        | 3             | завершила выступление | завершила выступление | завершила выступление | завершила выступление | завершила выступление | завершила выступление |
| каноэ-одиночки, 200 метров | Нилуфар Зокирова                   | 1                     | 49,686                | 6                     | 1             | 48,995        | 6             | завершила выступление | завершила выступление | завершила выступление | завершила выступление | завершила выступление | завершила выступление |
| каноэ-двойки, 500 метров   | Дилноза Рахматова Нилуфар Зокирова | 1                     | 2:04,854              | 4                     | 2             | 2:04,450      | 2             | 2                     | 2:09,614              | 5 QB                  | 2:04,658              | 3                     | 11                    |

### Дзюдо
Мужчины
| Категория    | Спортсмены             | 1/16 финала         | 1/8 финала           | Четвертьфинал        | Полуфинал             | Финал                | Место                |
| Категория    | Спортсмены             | Соперник Результат  | Соперник Результат   | Соперник Результат   | Соперник Результат    | Соперник Результат   | Место                |
| ------------ | ---------------------- | ------------------- | -------------------- | -------------------- | --------------------- | -------------------- | -------------------- |
| до 60 кг     | Шарофиддин Лутфиллаев  | не участвовал       | UKRА. Лесюк П        | завершил выступление | завершил выступление  | завершил выступление | завершил выступление |
| до 66 кг     | Сардор Нуриллаев       | MDAД. Виеру П       | завершил выступление | завершил выступление | завершил выступление  | завершил выступление | завершил выступление |
| до 73 кг     | Хикматиллох Тураев     | GERИ. Вандтке В     | KORЧ. Ан П           | завершил выступление | завершил выступление  | завершил выступление | завершил выступление |
| до 81 кг     | Шарофиддин Балтабаев   | VANХ. Камбо В       | BULИ. Иванов В       | AUTШ. Борчашвили П   | Утешительный          | завершил выступление | завершил выступление |
| до 81 кг     | Шарофиддин Балтабаев   | VANХ. Камбо В       | BULИ. Иванов В       | AUTШ. Борчашвили П   | GEOТ. Григалашвили П  | завершил выступление | завершил выступление |
| до 90 кг     | Давлат Бобонов         | ITAН. Мунгай В      | ITAК. Ньябали В      | GEOЛ. Бекаури П      | Утешительный          | 3-е место            | 3                    |
| до 90 кг     | Давлат Бобонов         | ITAН. Мунгай В      | ITAК. Ньябали В      | GEOЛ. Бекаури П      | ESPН. Шеразадишвили В | TURМ. Озерлер В      | 3                    |
| до 100 кг    | Мухаммадкарим Хуррамов | IRLБ. Флетчер В     | JPNА. Вольф П        | завершил выступление | завершил выступление  | завершил выступление | завершил выступление |
| свыше 100 кг | Бекмурад Олтибаев      | MGLД. Олзийбаярын В | NEDХ. Грол В         | CZEЛ. Крпалек П      | Утешительный          | завершил выступление | завершил выступление |
| свыше 100 кг | Бекмурад Олтибаев      | MGLД. Олзийбаярын В | NEDХ. Грол В         | CZEЛ. Крпалек П      | UKRЯ. Хаммо П         | завершил выступление | завершил выступление |

Женщины
| Категория | Спортсмены         | 1/16 финала        | 1/8 финала            | Четвертьфинал         | Полуфинал             | Финал                 | Место                 |
| Категория | Спортсмены         | Соперник Результат | Соперник Результат    | Соперник Результат    | Соперник Результат    | Соперник Результат    | Место                 |
| --------- | ------------------ | ------------------ | --------------------- | --------------------- | --------------------- | --------------------- | --------------------- |
| до 52 кг  | Диёра Келдиёрова   | MGLЛ. Сосорбарам П | завершила выступление | завершила выступление | завершила выступление | завершила выступление | завершила выступление |
| до 63 кг  | Фарангиз Хожиева   | CPVС. Биллиет П    | завершила выступление | завершила выступление | завершила выступление | завершила выступление | завершила выступление |
| до 70 кг  | Гулноза Матниязова | CHAД. Мемнелум В   | NEDС. Дейк П          | завершила выступление | завершила выступление | завершила выступление | завершила выступление |

Смешанные команды
| Категория         | Спортсмены                                                                                               | 1/8 финала         | Четвертьфинал        | Полуфинал            | Финал                | Место                |
| Категория         | Спортсмены                                                                                               | Соперник Результат | Соперник Результат   | Соперник Результат   | Соперник Результат   | Место                |
| ----------------- | --- | ------------------ | -------------------- | -------------------- | -------------------- | -------------------- |
| смешанные команды | Бекмурад Олтибаев Давлат Бобонов Хикматиллох Тураев Гулноза Матниязова Диёра Келдиёрова Фарангиз Хожиева | Нидерланды П 3:4   | завершил выступление | завершил выступление | завершил выступление | завершил выступление |

### Лёгкая атлетика
Мужчины
Технические дисциплины
| Дисциплина     | Спортсмен       | Квалификация         | Квалификация         | Финал                | Финал                |
| Дисциплина     | Спортсмен       | Результат            | Место                | Результат            | Место                |
| -------------- | --------------- | -------------------- | -------------------- | -------------------- | -------------------- |
| тройной прыжок | Руслан Курбанов | завершил выступление | завершил выступление | завершил выступление | завершил выступление |
| метание молота | Сухроб Ходжаев  | 71.26                | 29                   | завершил выступление | завершил выступление |

Женщины
Технические дисциплины
| Дисциплина      | Спортсмен         | Квалификация | Квалификация | Финал                 | Финал                 |
| Дисциплина      | Спортсмен         | Результат    | Место        | Результат             | Место                 |
| --------------- | ----------------- | ------------ | ------------ | --------------------- | --------------------- |
| тройной прыжок  | Роксана Худоярова | 13.02        | 29           | завершила выступление | завершила выступление |
| прыжок в длину  | Дарья Резниченко  | 6.19         | 26           | завершила выступление | завершила выступление |
| прыжок в высоту | Светлана Радзивил | 1.90         | 20           | завершила выступление | завершила выступление |
| прыжок в высоту | Сафина Садуллаева | 1.95         | 4            | 1.96                  | 6                     |

Многоборье
| Дисциплина | Спортсмен          | Параметр  | 100 м с/б | высота | ядро  | 200 м | длина | копьё | 800 м   | Всего очков | Итоговое место |
| ---------- | ------------------ | --------- | --------- | ------ | ----- | ----- | ----- | ----- | ------- | ----------- | -------------- |
| семиборье  | Екатерина Воронина | Результат | 14,19     | 1.77   | 13.76 | 24,67 | 6.11  | 49.88 | 2:09,73 | 6298        | 12             |
| семиборье  | Екатерина Воронина | Очки      | 952       | 941    | 778   | 917   | 883   | 858   | 969     | 6298        | 12             |
| семиборье  | Екатерина Воронина | Место     | 23        | 16     | 11    | 17    | 11    | 6     | 5       | 6298        | 12             |

### Современное пятиборье
Мужчины
| Соревнование      | Спортсмены       | Фехтование | Фехтование | Фехтование | Плавание | Плавание | Плавание | Верховая езда | Верховая езда | Верховая езда | Комбайн  | Комбайн | Комбайн | Всего     | Всего |
| Соревнование      | Спортсмены       | Побед      | Очки       | Место      | Время    | Очки     | Место    | Штраф         | Очки          | Место         | Время    | Очки    | Место   | Результат | Место |
| ----------------- | ---------------- | ---------- | ---------- | ---------- | -------- | -------- | -------- | ------------- | ------------- | ------------- | -------- | ------- | ------- | --------- | ----- |
| личное первенство | Александр Савкин | 7          | 142        | 36         | 2:06,64  | 297      | 29       | 77,29         | 279           | 22            | 11:55,96 | 585     | 32      | 1303      | 32    |

Женщины
| Соревнование      | Спортсмены         | Фехтование | Фехтование | Фехтование | Плавание | Плавание | Плавание | Верховая езда | Верховая езда | Верховая езда | Комбайн  | Комбайн | Комбайн | Всего     | Всего |
| Соревнование      | Спортсмены         | Побед      | Очки       | Место      | Время    | Очки     | Место    | Время         | Очки          | Место         | Время    | Очки    | Место   | Результат | Место |
| ----------------- | ------------------ | ---------- | ---------- | ---------- | -------- | -------- | -------- | ------------- | ------------- | ------------- | -------- | ------- | ------- | --------- | ----- |
| личное первенство | Алисэ Фахрутдинова | 16         | 196        | 23         | 2:16,45  | 278      | 22       | 117,93        | 226           | 29            | 13:55,66 | 465     | 35      | 1165      | 30    |

### Стрельба
Женщины
| Соревнование                          | Спортсмены        | Квалификация | Квалификация | Финал                 | Финал                 |
| Соревнование                          | Спортсмены        | Результат    | Место        | Соперник/ Результат   | Место                 |
| ------------------------------------- | ----------------- | ------------ | ------------ | --------------------- | --------------------- |
| пневматическая винтовка, 10 метров    | Мухтасар Тохирова | 622.2        | 33           | завершила выступление | завершила выступление |
| винтовка из трёх положений, 50 метров | Мухтасар Тохирова | 1155         | 30           | завершила выступление | завершила выступление |

### Теннис
Мужчины
| Соревнование     | Спортсмены    | 1/32 финала                    | 1/16 финала          | 1/8 финала           | Четвертьфинал        | Полуфинал            | Финал                |
| Соревнование     | Спортсмены    | Соперник Результат             | Соперник Результат   | Соперник Результат   | Соперник Результат   | Соперник Результат   | Соперник Результат   |
| ---------------- | ------------- | ------------------------------ | -------------------- | -------------------- | -------------------- | -------------------- | -------------------- |
| одиночный разряд | Денис Истомин | С. Нагал (IND) П 4:6, 7:6, 4:6 | завершил выступление | завершил выступление | завершил выступление | завершил выступление | завершил выступление |

### Тхэквондо
Мужчины
| Категория | Спортсмены           | Первый раунд              | Второй раунд               | Четвертьфинал              | Полуфинал                     | Финал                    | Место |
| Категория | Спортсмены           | Соперник Результат        | Соперник Результат         | Соперник Результат         | Соперник Результат            | Соперник Результат       | Место |
| --------- | -------------------- | ------------------------- | -------------------------- | -------------------------- | ----------------------------- | ------------------------ | ----- |
| до 68 кг  | Улугбек Рашитов (17) | MLIС. Фофана (16) В 38:17 | KORЛи Дэ Хун (1) В 21:19   | IRIМ. Хоссейни (8) В 34:22 | BIHН. Хусич (13) В 28:5       | GBRБ. Синден (2) В 34:29 | 1     |
| до 80 кг  | Никита Рафалович (7) | не участвовал             | DOMМ. Эрнандес (10) В 17:7 | AZEМ. Харчегани (2) В 12:1 | JORС. аш-Шарабати (6) П 11:13 | 3-е место                | 4     |
| до 80 кг  | Никита Рафалович (7) | не участвовал             | DOMМ. Эрнандес (10) В 17:7 | AZEМ. Харчегани (2) В 12:1 | JORС. аш-Шарабати (6) П 11:13 | CROТ. Канаэт (9) П 18:24 | 4     |

Женщины
| Категория   | Спортсмены               | Первый раунд           | Четвертьфинал         | Полуфинал             | Финал                 | Место                 |
| Категория   | Спортсмены               | Соперник Результат     | Соперник Результат    | Соперник Результат    | Соперник Результат    | Место                 |
| ----------- | ------------------------ | ---------------------- | --------------------- | --------------------- | --------------------- | --------------------- |
| до 67 кг    | Нигора Турсункулова (10) | CHNМ. Чжан (7) П 9:12  | завершила выступление | завершила выступление | завершила выступление | завершила выступление |
| свыше 67 кг | Светлана Осипова (9)     | KAZЖ. Дениз (8) П 9:10 | завершила выступление | завершила выступление | завершила выступление | завершила выступление |

### Тяжёлая атлетика
Мужчины
| Категория | Спортсмены       | Вес    | Рывок | Рывок | Рывок | Толчок | Толчок | Толчок | Всего | Место |
| Категория | Спортсмены       | Вес    | 1     | 2     | 3     | 1      | 2      | 3      | Всего | Место |
| --------- | ---------------- | ------ | ----- | ----- | ----- | ------ | ------ | ------ | ----- | ----- |
| до 67 кг  | Адхамжон Эргашев | 67,00  | 139   | 139   | 144   | 173    | 184    | 184    | 312   | 6     |
| до 109 кг | Акбар Жураев     | 109,00 | 189   | 189   | 193   | 227    | 234    | 237    | 430   | 1     |

Женщины
| Категория | Спортсмены           | Вес   | Рывок | Рывок | Рывок | Толчок | Толчок | Толчок | Всего | Место |
| Категория | Спортсмены           | Вес   | 1     | 2     | 3     | 1      | 2      | 3      | Всего | Место |
| --------- | -------------------- | ----- | ----- | ----- | ----- | ------ | ------ | ------ | ----- | ----- |
| до 55 кг  | Муаттар Набиева      | 54,95 | 95    | 98    | 98    | 114    | 114    | 117    | 212   | 4     |
| до 76 кг  | Кумушхон Файзуллаева | 71,80 | 97    | 101   | 101   | 122    | 126    | 130    | 227   | 6     |

### Фехтование
Мужчины
| Соревнование         | Спортсмены          | 1/32 финала                 | 1/16 финала          | 1/8 финала           | Четвертьфинал        | Полуфинал            | Финал                | Место                |
| Соревнование         | Спортсмены          | Соперник Результат          | Соперник Результат   | Соперник Результат   | Соперник Результат   | Соперник Результат   | Соперник Результат   | Место                |
| -------------------- | ------------------- | --------------------------- | -------------------- | -------------------- | -------------------- | -------------------- | -------------------- | -------------------- |
| индивидуальная сабля | Шерзод Мамутов (35) | ROUЮ. Теодосиу (30) П 11:15 | завершил выступление | завершил выступление | завершил выступление | завершил выступление | завершил выступление | завершил выступление |

Женщины
| Соревнование         | Спортсменки            | 1/32 финала             | 1/16 финала           | 1/8 финала                | Четвертьфинал            | Полуфинал             | Финал                 | Место                 |
| Соревнование         | Спортсменки            | Соперник Результат      | Соперник Результат    | Соперник Результат        | Соперник Результат       | Соперник Результат    | Соперник Результат    | Место                 |
| -------------------- | ---------------------- | ----------------------- | --------------------- | ------------------------- | ------------------------ | --------------------- | --------------------- | --------------------- |
| индивидуальная шпага | Малика Хакимова (29)   | CHNС. Ивэнь (4) П 10:15 | завершила выступление | завершила выступление     | завершила выступление    | завершила выступление | завершила выступление | завершила выступление |
| индивидуальная сабля | Зайнаб Дайибекова (35) | JPNТ. Аоки (30) В 15:9  | CHNШ. Яци (3) В 15:10 | KORЮ. Джи Су (14) В 15:12 | HUNА. Мартон (6) П 11:15 | завершила выступление | завершила выступление | завершила выступление |